# Samuil Moissejewitsch Maikapar

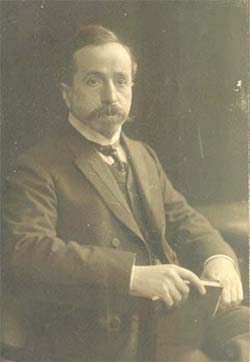

Samuil Moissejewitsch Maikapar (russisch Самуил Моисеевич Майкапар; * 6. Dezemberjul. / 18. Dezember 1867greg. in Cherson, Russisches Kaiserreich; † 8. Mai 1938 in Leningrad, Sowjetunion) war ein russischer romantischer Komponist und Pianist. 
Er lehrte am Sankt Petersburger Konservatorium. Zu seinen bekanntesten Stücken zählt Birjulki (eine Suite aus 26 kurzen Stücken für junge Pianisten).

## Leben
Maikapar verbrachte seine Kindheit in Taganrog. Seine Eltern gehörten zur jüdisch-karäischen Minderheit. 1885 absolvierte er das Gymnasium in Taganrog und schrieb sich anschließend im St. Petersburger Konservatorium ein. Gleichzeitig studierte er Rechtswissenschaften an der Universität, die er 1891 abschloss. Maikapar erhielt das Konservatorium-Diplom 1893 und gab bis 1898 zahlreiche Konzerte in Berlin, Leipzig, St. Petersburg, Moskau, Taganrog und anderen Städten.
Zwischen 1898 und 1901 gab er Konzerte mit Leopold Auer in Sankt Petersburg und Jan Hřímalý in Moskau. Im Jahr 1901 gründete er seine eigene Musikschule in Tver. Von 1903 bis 1910 lebte er in Moskau und gab auf Tourneen durch Deutschland Konzerte. Im Jahr 1915 wurde er Professor für Musik am St. Petersburger Konservatorium. 1927 führte er sieben Nächte hintereinander im Rahmen von Feierlichkeiten zu  Beethovens 100. Sterbetag als Komponist 32 Beethoven-Sonaten im Kleinen Saal des Konservatoriums auf. Er schrieb über 300 Musikstücke und mehrere wissenschaftliche Arbeiten.